# دورة ألعاب جنوب شرق آسيا
دورة ألعاب جنوب شرق آسيا هي حدث متعدد الرياضات يعقد كل سنتين يشارك بها 11 دولة في جنوب شرق آسيا.الألعاب يجب أن تضم ما لا يقل عن 22 رياضة.